# Trixxo Theater
Het Trixxo Theater is een theaterzaal die deel uitmaakt van het evenementencomplex Park H in Hasselt, België. De zaal heeft een capaciteit van 1.750 personen (zittend) en wordt gebruikt voor theater, musical, concerten en congressen.

## Geschiedenis
Het theater was de eerste aanpassing aan de Grenslandhallen, het latere Park H, sinds de oprichting van het complex in 1983. Het werd gebouwd in 2002 als uitbreiding van de bestaande Hal 4. Tegelijkertijd werd ook een toneeltoren gebouwd. Deze heeft een vrije hoogte van 17 meter. In 2013 werd het bestaande congrestheater verbouwd tot een zelfstandig muziektheater. De naam werd toen Ethias Theater. In 2021 wijzigde als gevolg van andere sponsoring de naam in Trixxo Arena.